# Tenebrio
Genre
Le genre Tenebrio (les ténébrions) regroupe des coléoptères de couleur noire. Deux autres genres de ténébrionidés sont comparables à Tenebrio pour plusieurs de leurs caractéristiques biologiques, mais diffèrent essentiellement par leur taille :
- le genre Zophobas comprend des insectes beaucoup plus gros, les larves atteignant jusqu'à 5 cm. Ces espèces, probablement d'origine sud-américaine, sont souvent appelées morios dans les animaleries (l'espèce la plus vendue est Zophobas morio) et sont aussi qualifiées de ténébrions géants. Leur plus grosse taille permet d'alimenter de très gros oiseaux ou reptiles. Une particularité remarquable de ces insectes est qu'ils n'effectuent leur métamorphose que s'ils sont isolés : l'élevage en groupe les contraint à rester des larves permanentes, qui muent de temps en temps, mais sans entrer en nymphose.

- le genre Tribolium est au contraire beaucoup plus petit (quelques mm seulement à l'état adulte). Il n'intéresse donc pas les animaleries pour la pêche ou l'élevage d'oiseaux et de reptiles. Mais Tribolium castaneum est un modèle d'étude précieux pour les généticiens car il a, comme la drosophile, un cycle de développement très court et de nombreux mutants identifiés. Son génome est en voie d'être complètement séquencé.

## Espèces rencontrées en Europe
- Tenebrio molitor Linnaeus 1758
- Tenebrio obscurus Fabricius 1792
- Tenebrio opacus Duftschmid 1812
- Tenebrio punctipennis Seidlitz 1896